# Ньюпорт (Индиана)
Ньюпорт (англ. Newport) — город и административный центр округа Вермиллион в штате Индиана в Соединённых Штатах Америки.
Согласно данным переписи населения США 2020 года число жителей города 
составляло 416 человек, что, для такого небольшого населённого пункта, существенно меньше (− 19.2%), чем было во время предыдущей переписи проводившейся в 2010 году (515 человек).

## История
Первое отделение Почтовой службы США появилось в этих местах в 1820 году, хотя сам Ньюпорт был основан в 1828 году.
Начиная с 1980-х годов население Ньюпорта (с разными темпами, но неуклонно) сокращается.

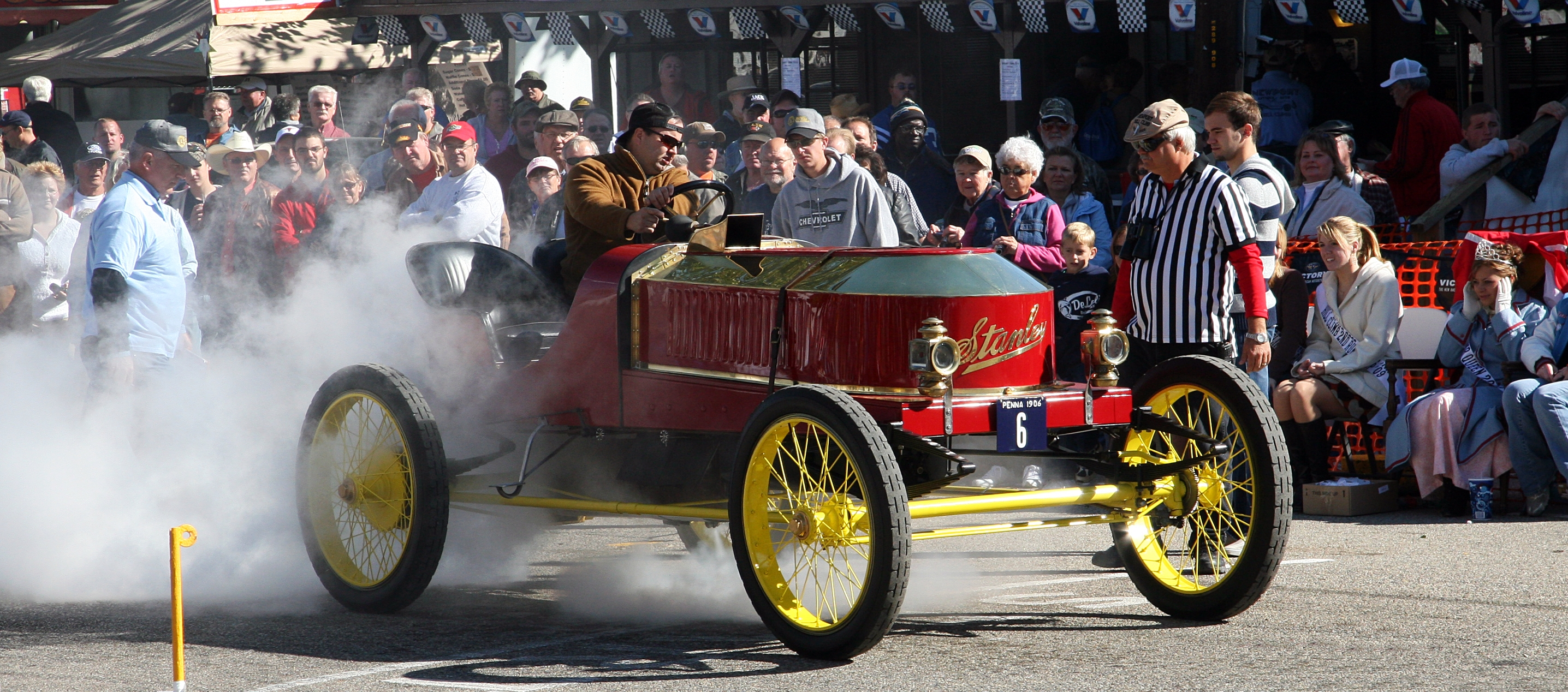
Newport Antique Auto Hill Climb

Ежегодно в первые выходные октября в Ньюпорте проходят международные гонки старинных автомобилей, которые поднимаются на городской холм длиной 1800 футов и высотой 140 футов. Популярное мероприятие также включает в себя автошоу, парад и карнавал. Newport Antique Auto Hill Climb привлекает в Ньюпорт более ста тысяч человек. Ретро-автомобили, грузовики и мотоциклы совершают заезды на время с места, вверх по крутому склону к финишной черте в 1800 футах. Это событие третье по величине в штате после двух подобных ежегодных мероприятий 500 миль Индианаполиса и Brickyard 400.
Несколько архитектурных объектов города (здание суда округа Вермиллион, окружная тюрьма и офис шерифа) включены в Национальный реестр исторических мест США.

## География
Согласно данным Бюро переписи населения США от 2010 года, общая площадь Ньюпорта составляет 0,87 квадратных мили (2,25 км2), вся эта территория представляет собой сушу.